# 福原遥のVOICEステーション〜フクステ〜
『福原遥のVOICEステーション～フクステ～』（ふくはらはるかのボイスステーション ～フクステ～）は、2017年1月12日よりニコニコ動画（ニコニコチャンネル・超！アニメディア）で配信されていたインターネットラジオ番組。

## 番組概要
福原遥がナビゲーターとなり、声優やアニメ関係者をゲストに招き、仕事内容、仕事への姿勢などについて学ぶインタビュー番組。
2本録りのため、ゲストは2回にわたって出演する。
会員限定のおまけ動画「フクステ反省会」（第1回から第25回）、「フクステゲームズ」（第26回から）も配信されている。

## 配信時間
毎月第2・第4木曜日 更新

## パーソナリティ
- 福原遥

## ゲスト
- 第1回（2017年1月12日）  佐久間レイ[3]
- 第2回（2017年1月26日）  佐久間レイ
- 第3回（2017年2月9日） 荻野可鈴（夢みるアドレセンス）[4]
- 第4回（2017年2月23日） 荻野可鈴（夢みるアドレセンス）
- 第5回（2017年3月9日） 美山加恋[5]
- 第6回（2017年3月23日）美山加恋
- 第7回（2017年4月13日） 村中知[6]
- 第8回（2017年4月27日） 村中知
- 第9回（2017年5月11日） 重本ことり[7]
- 第10回（2017年5月25日） 重本ことり
- 第11回（2017年6月8日） 藤田咲[8]
- 第12回（2017年6月22日） 藤田咲
- 第13回（2017年7月13日） Machico[9]
- 第14回（2017年7月27日） Machico
- 第15回（2017年8月10日） 長谷川里桃[10]
- 第16回（2017年8月24日） 長谷川里桃
- 第17回（2017年9月14日） 駒形友梨[11]
- 第18回（2017年9月28日） 駒形友梨
- 第19回（2017年10月12日） 水瀬いのり[12]
- 第20回（2017年10月26日） 水瀬いのり
- 第21回（2017年11月9日） 宮本佳那子[13]
- 第22回（2017年11月23日） 宮本佳那子
- 第23回（2017年12月14日） 礒部花凜[14]
- 第24回（2017年12月28日） 礒部花凜
- 第25回（2018年1月11日） 渡部紗弓[15]
- 第26回（2018年1月25日） 渡部紗弓
- 第27回（2018年2月8日） 池田純矢[16]
- 第28回（2018年2月22日） 池田純矢
- 第29回（2018年3月8日） 宮島えみ[17]
- 第30回（2018年3月22日） 宮島えみ
- 第31回（2018年4月12日） 水島裕[18]
- 第32回（2018年4月26日） 水島裕
- 第33回（2018年5月10日） 日髙のり子[19]
- 第34回（2018年5月24日） 日髙のり子
- 第35回（2018年6月14日） 戸松遥[20]
- 第36回（2018年6月28日） 戸松遥
- 第37回（2018年7月12日） 芹澤優[21]
- 第38回（2018年7月26日） 芹澤優
- 第39回（2018年8月9日）梶裕貴[22]
- 第40回（2018年8月23日）梶裕貴
- 第41回（2018年9月13日）鷲尾天、神木優[23]
- 第42回（2018年9月27日）鷲尾天、神木優
- 第43回（2018年10月11日）宮本浩史[24]
- 第44回（2018年10月25日）宮本浩史[25]
- 第45回（2018年11月8日）堀江由衣[26]
- 第46回（2018年11月22日）堀江由衣[27]
- 第47回（2018年12月13日）かないみか[28]
- 第48回（2018年12月27日）かないみか[29]
- 第49回（2019年1月10日）小林晃子[30]
- 第59回（2019年11月24日）小林晃子[31]